# Yutaka Take
Yutaka Take (武 豊, Take Yutaka), né le 15 mars 1969 à Fushimi-ku (Kyoto) et ayant grandi à Rittō (préfecture de Shiga) est un jockey japonais. Il est le plus titré des jockeys de plat du Japon et figure parmi les meilleurs jockeys mondiaux.

## Carrière

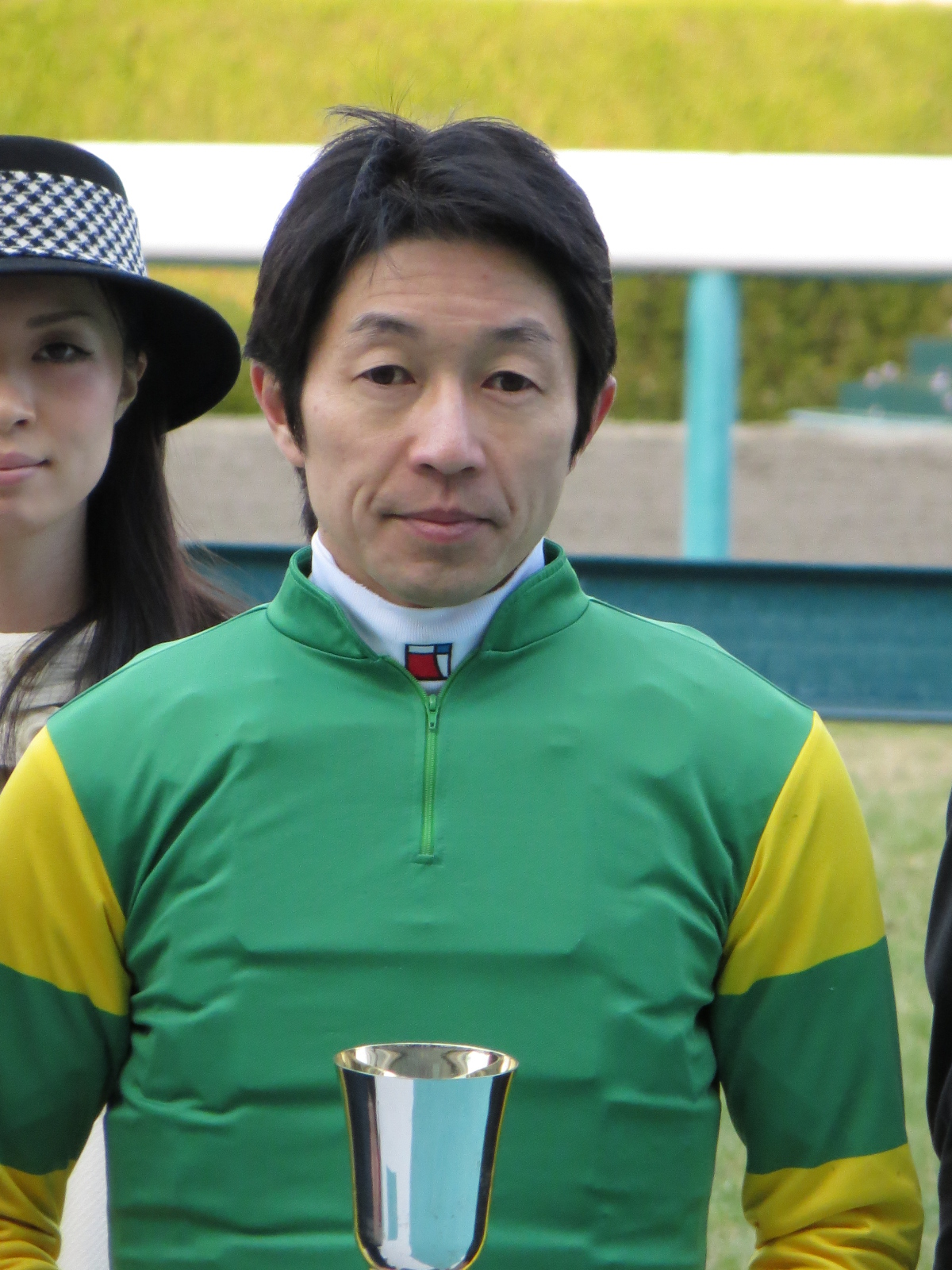
Yutaka Take en 2012

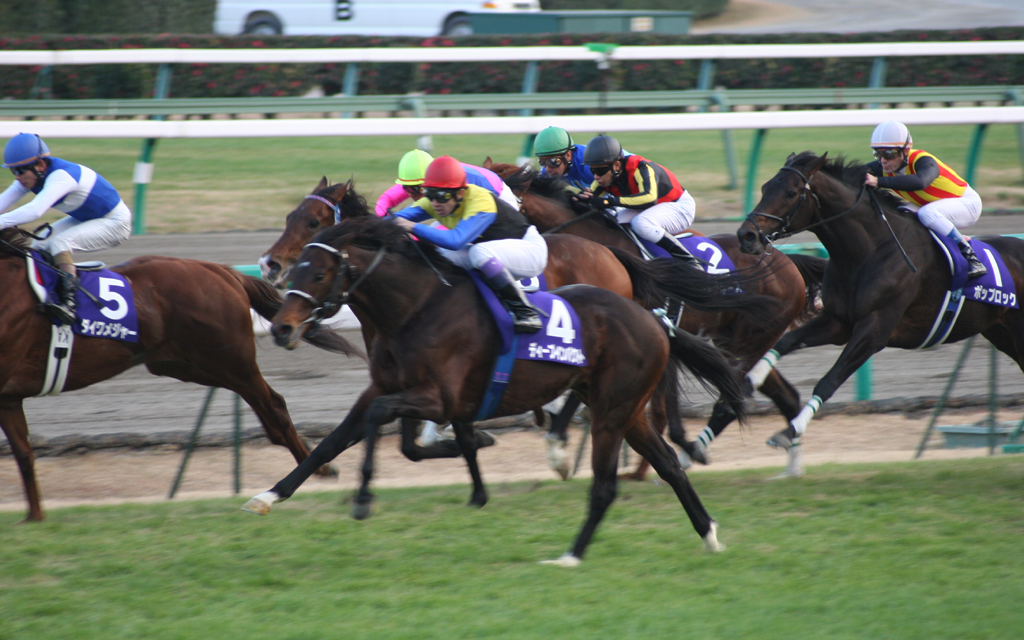
Yutaka Take et Deep Impact dans l'Arima Kinen 2006

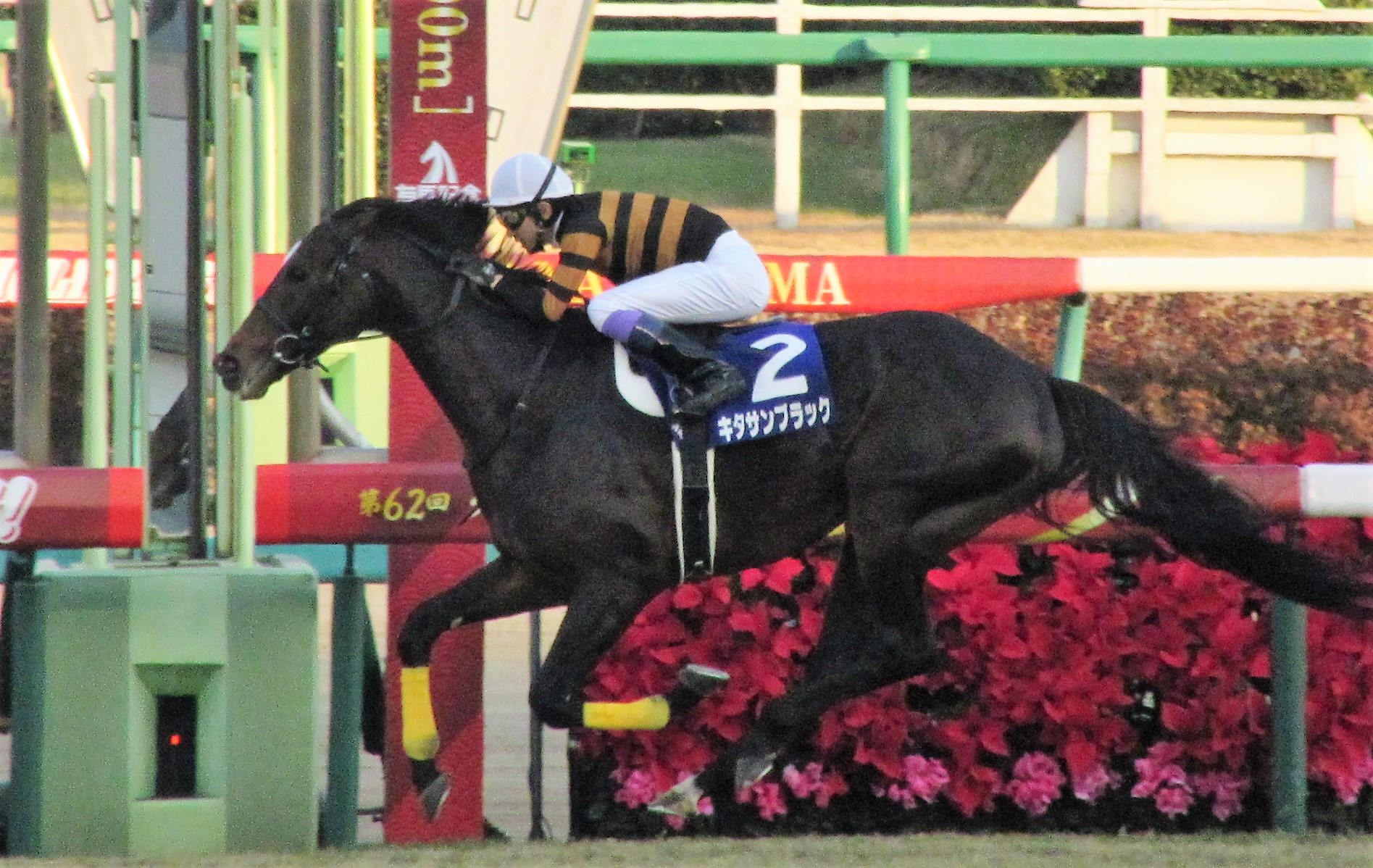
Yutaka Take en selle sur Kitasan Black, Arima Kinen 2017

Fils de Kunihiko Take, l'un des jockey les plus célèbres du Japon, Yutaka Take, dont le frère Koshiro est lui aussi jockey, remporte sa première victoire en 1987 avec Dyna Bishop' sur l'hippodrome de Hanshin. Il termine cette année-là meilleur apprenti de la saison, avec 69 victoires. En 1988, il remporte le Kikuka Shō, sa première course de Groupe I puis devient champion-jockey en 1989, titre qu'il remporte 18 années. En 2005, il établit le record de victoires en une saison au Japon, 212, qui ne sera battu qu'en 2018 par le jockey français Christophe Lemaire.
Yutaka Take monte les meilleurs chevaux japonais, ce qui lui permet de remporter des courses prestigieuses de Groupe I, comme la Japan Cup en 1999, la Dubaï Sheema Classic, le Hong Kong Vase ou les Queen Elizabeth II Stakes en 2001. En 2005, il remporte la Triple Couronne japonaise (Satsuki Shō, Derby japonais, Kikuka Shō) avec Deep Impact. Il est aussi le premier jockey japonais à exporter ses talents en Europe, où il remporte de grandes épreuves en Angleterre et en France avec des chevaux européens.
À la fin de l'année 2006, il cumule 2.700 victoires. Cette année-là, il ambitionne de remporter le Prix de l'Arc de Triomphe avec Deep Impact. Pour mettre toutes les chances de son côté, Yutaka Take s'installe en France dès le début de l'été, participant aux courses sur l'hippodrome de Deauville pour garder la main. Quant à Deep Impact, il rejoint l'écurie de Carlos Laffon-Parias en vue de se préparer pour le premier dimanche d'octobre. Une équipe de la NHK est envoyée en France pour 4 mois afin de suivre la préparation des deux champions. Pour le jockey et sa monture, le 85e Prix de l'Arc de Triomphe ne se déroule pas comme ils l'avaient espéré. Deep Impact termine à la 3e place, devancé par Rail Link et Pride, et se voit par la suite disqualifié à la suite d'un contrôle positif à l'ipratropium (anticholinergique), un broncho-dilatateur agissant sur le système respiratoire. Les traces retrouvées sont infinitésimales et liées à un traitement médical, mais suffisent à lui faire perdre le bénéfice de ses efforts.
En septembre 2016, il atteint le cap des 4 000 victoires. Il est lauréat du Longines and IFHA International Award of Merit en 2017.

## Palmarès sélectif
Japon
- Japan Cup – 5 – Special Week (1998), Deep Impact (2006), Rose Kingdom (2010), Kitasan Black (2016), Do Deuce (2024)
- Tokyo Yūshun – 6 – Special Week (1998), Admire Vega (1999), Tanino Gimlet (2002), Deep Impact (2005), Kizuna (2013), Do Deuce (2022)
- Satsuki Shō – 3 – Narita Taishin (1993), Air Shakur (2000), Deep Impact (2005)
- Kikuka Shō – 5 – Super Creek (1988), Dance in the Dark (1996), Air Shakur (2000), Deep Impact (2005), World Premiere (2019)
- Oka Shō – 5 – Shadai Kagura (1989), Vega (1993), Oguri Roman (1994), Phalaenopsis (1998), Dance in the Mood (2004)
- Yūshun Himba – 3 – Vega (1993), Dance Partner (1995), Air Groove (1996)
- Shuka Shō – 3 – Phalaenopsis (1998), Fine Motion (2002), Air Messiah (2005)
- Tennō Shō (printemps) – 8 – Inari One (1989), Super Creek (1990), Mejiro McQueen (1991, 1992), Special Week (1999), Deep Impact (2006), Kitasan Black (2016, 2017)
- Tennō Shō (automne) – 7 – Super Creek (1989), Air Groove (1997), Special Week (1999), Meisho Samson (2007), Vodka (2008), Kitasan Black (2017), Do Deuce (2024)
- Queen Elizabeth II Commemorative Cup – 4 – To the Victory (2001), Fine Motion (2002), Admire Groove (2003, 2004)
- Takarazuka Kinen – 5 – Inari One (1989), Mejiro McQueen (1993), Marvelous Sunday (1997), Deep Impact (2006), Meisho Tabaru (2025)
- Japan Cup Dirt – 4 – Kurofune (2001), Time Paradox (2004), Kane Hekili (2005), Vermillion (2007)
- Arima Kinen – 4 – Oguri Cap (1990), Deep Impact (2006), Kitasan Black (2017), Do Deuce (2023)
- Yasuda Kinen – 3 – Oguri Cap (1990), Heart Lake (1995), Vodka (2009)
- Sprinters Stakes – 2 – Bamboo Memory (1990), Believe (2002)
- Ōsaka Hai – 2 – Kitasan Black (2017), Jack d'Or (2023)
- Derby Grand Prix – 2 – Gold Allure (2002), Kane Hekili (2005)
- February Stakes – 3 – Gold Allure (2003), Kane Hekili (2006), Vermillion (2007)
- Hanshin Juvenile Fillies Stakes – 1 – Yamanin Paradise (1994)
- Japan Breeding Farm's Cup Classic – 8 – Time Paradox (2005), Vermillion (2007, 2008, 2009), Smart Falcon (2010, 2011), Copano Rickey (2014), Awardee (2016)
- Japan Breeding Farm's Cup Sprint – 1 – Meiner Select (2004)
- Japan Dirt Derby – 3 – Gold Allure (2002), Big Wolf (2003), Kane Hekili (2005)
- Kawasaki Kinen – 3 – Time Paradox (2005), Vermillion (2010), Smart Falcon (2012)
- Mile Championship Nambu Hai – 1 – Nihon Pillow Jupiter (1999)
- NHK Mile Cup – 3 – Seeking the Pearl (1997), Kurofune (2001), Logic (2006)
- Takamatsunomiya Kinen – 2 – Admire Max (2005), Suzuka Phoenix (2007)
- Mile Championship – 2 – Sadamu Patek (2012),Tosen Ra (2013)
- Teio Sho – 3 – Time Paradox (2005), Vermillion (2009), Smart Falcon (2011)
- Tokyo Daishōten – 5 – Gold Allure (2002), Star King Man (2003), Vermillion (2007), Smart Falcon (2010, 2011)
- Victoria Mile – 1 – Vodka (2009)
- Zen-Nippon Nisai Yushun – 1 – Admire Hope (2003)
- Osaka Hai – 1 – Kitasan Black (2017)
- Asahi Hai Futurity Stakes – 1 – Do Deuce (2021)

 Hong Kong
- Hong Kong Cup – 1 – A Shin Hikari (2015)
- Hong Kong Vase – 1 – Stay Gold (2001)

 Émirats arabes unis
- Dubaï Duty Free – 1 – Admire Moon (2007)
- Dubaï Sheema Classic – 1 – Stay Gold(2001)
- UAE Derby – 1 – Lani(2016)
- Godolphin Mile – 1 – Utopia(2006)

 France
- Prix de l'Abbaye de Longchamp – 2 – Agnes World (1999), Imperial Beauty (2001)
- Prix du Moulin de Longchamp – 1 – Ski Paradise (1994)
- Prix Maurice de Gheest – 1 – Seeking the Pearl (1998)
- Prix d'Ispahan – 1 – A Shin Hikari (2016)

 Royaume-Uni
- Falmouth Stakes – 1 – Proudwings (2001)
- July Cup – 1 – Agnes World (2000)